# Cadillac Aurora
Cadillac Aurora — концепт-кар, представленный компанией Cadillac в 1990 году на Чикагском автосалоне. Он был оснащён 4,5-литровым (273 кубических дюйма) двигателем LW2 V8, который применялся в Allanté, 4-ступенчатой автоматической трансмиссией и системой полного привода с антипротивобуксовочной системой.
Рама позаимствована предположительно у переднеприводного Cadillac DeVille, чей кузов имеет квадратную форму. В отличие от DeVille, у которого двигатель располагался поперечно, у Aurora двигатель 4,5-литровый двигатель V8 мощностью 150 кВт (200 л. с.) располагался продольно.
Компания Cadillac не стала выпускать модель Aurora, но название перешло к Oldsmobile. Серийная версия, запущенная в производство в 1995 году, получила название Oldsmobile Aurora. Экстерьер автомобиля включал элементы, ставшие основой стиля европейского седана Opel Omega B, запущенного в производство в 1994 году.
Cadillac Aurora показан в одной из сцен фильма «Разрушитель» (англ. Demolition Man).
В мае 2024 года на сайте caranddriver.com появилась информация о том, что тот самый Cadillac Aurora, который появился в фильме «Разрушитель», был замечен на парковке в Детройте, где владельцы Cadillac обычно оставляют автомобили, подлежащие утилизации, что подразумевает их неминуемую гибель. Фотографии Cadillac Aurora на парковке были опубликованы на сайте, где автомобиль был запечатлён рядом с Buick LaCrosse.